# Vanilla sprucei
Vanilla sprucei ist eine Pflanzenart aus der Gattung Vanille (Vanilla) in der Familie der Orchideen (Orchidaceae). Die Kletterpflanze kommt in Südamerika vor.

## Beschreibung
Vanilla sprucei ist eine immergrüne Kletterpflanze mit einem dünnen, biegsamen Spross. Die Blätter sind lanzettlich bis länglich geformt, vorne mit aufgesetzter, ziemlich stumpf endender Spitze. Die Blattlänge beträgt etwa 10 bis 11 Zentimeter bei 2,5 bis 3,7 Zentimeter Breite, der Blattstiel ist 1,2 bis 1,5 Zentimeter lang. Die Blattaderung ist netzförmig.
Der traubige Blütenstand ist 1,8 bis 2 Zentimeter lang. Er trägt vier bis acht, eventuell mehr, grünlich-weiße Blüten, die sich nacheinander öffnen. Die Tragblätter sind länglich, sie enden stumpf und messen 2,5 bis 5 Millimeter Länge. Die Blütenblätter sind linealisch bis lanzettlich, sie enden spitz, bei einer Länge von 5 bis 5,6 Zentimeter sind sie nur 3 bis 3,7 Millimeter breit. Die Lippe wird 3 Zentimeter lang, an der Basis ist sie mit den Seiten über die ganze Länge der Säule mit dieser verwachsen. Der vordere freie Teil ist nicht gelappt und am Rand gewellt. Die längs verlaufende Adern auf der Lippe sind rau, gezähnt und behaart, mittig auf der Lippe sitzt ein Haarbüschel. Die schmal-keulenförmige Säule wird 3 Zentimeter lang, auf der Unterseite ist sie behaart.

## Verbreitung
Vanilla sprucei ist aus Kolumbien und dem Norden Brasiliens bekannt. Die der Erstbeschreibung zugrunde liegende Sammlung durch Spruce erfolgte am Río Vaupés. Sie kommt in feuchten, immergrünen Wäldern vor.

## Systematik und botanische Geschichte
Diese Orchidee wurde 1896 von Rolfe in Journal of the Linnean Society. Botany Band  32, Seite 461 erstbeschrieben. Er benannte sie nach ihrem Finder Richard Spruce.
Innerhalb der Gattung Vanilla wird Vanilla sprucei in die Untergattung Xanata und dort in die Sektion Xanata, die nur Arten der Neotropis enthält, eingeordnet. Laut Portères ähnelt Vanilla sprucei der Vanilla calyculata, die jedoch nach Soto Arenas und Cribb einer anderen Verwandtschaftsgruppe angehört. Als verwandte Arten nennen diese Autoren Vanilla espondae, Vanilla hartii und Vanilla trigonocarpa.